# Jacques Gauthier (artiste)
Jacques Gauthier est un artiste-plasticien français, graveur et dessinateur de timbres, né en 1931 à Villeneuve-Saint-Georges. 

## Biographie
Jacques Gauthier est connu pour ses visuels de timbres-poste. Entre 1971 et 1997, il dessine et grave près de 200 timbres pour la France et les Terres Australes et Antarctiques françaises. 

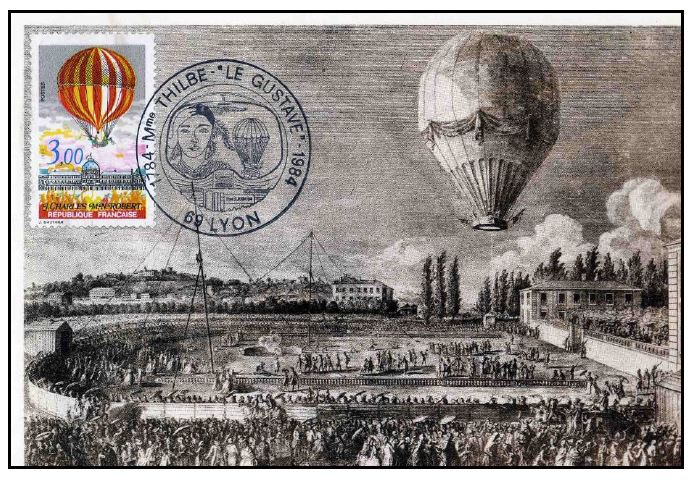
Timbre du Bicentenaire de l'Air et de l'Espace (1783-1983), La Poste (France).

Parmi ses œuvres les plus célèbres, on peut citer ses portraits en taille-douce, comme par exemple celui de Frédéric Mistral, de Colette, de Georges Bernanos, ou encore de Max Hymans. En 1984, il réalise un timbre pour les Jeux olympiques d'été, et, en 1990, il conçoit quatre timbres pour le Bicentenaire de la Révolution. 
Son œuvre est marquée par des influences du dadaïsme, du surréalisme, et aussi de la psychanalyse. C'est à partir de 1957 que Jacques Gauthier développe un art de la gravure principalement en noir et blanc qui relève de l’abstraction lyrique, où il excelle particulièrement dans la pointe sèche et l’eau-forte : « Les charognards », « La mauvaise porte », « Oiseau gure », ou encore le cycle de 32 gravures réalisées à partir de la Divine Comédie de Dante,.  
Il participe à de nombreuses expositions collectives, majoritairement à Paris ou en Normandie. On notera par exemple sa présence lors de la Biennale internationale de Paris de 1965 au Grand Palais. Il expose notamment aux côtés d’Albert Decaris ou de Paul Lemagny. Avec ces mêmes artistes, il illustre des livres d’artistes,.  
Jacques Gauthier est diplômé de l’École Nationale Supérieure des Beaux-Arts de Paris, où il est l’élève de Robert Cami et de Jean-Étienne Bersier. En 1963, il reçoit un second Grand Prix de Rome de gravure. Il est ensuite nommé professeur de gravure à l’École des Beaux-Arts de Caen, où il enseigne de 1963 à 1993 aux côtés notamment de Joël Hubaut. Parmi ses élèves on compte Jacques Pasquier.
Marié à Maya Gauthier, il est le père de Romain et de Laure Gauthier, écrivaine et poétesse. 

## Réception
Les timbres de Jacques Gauthier font partie de la culture visuelle collective des Français de la seconde moitié du XXe siècle. Dans le numéro de décembre 1997 de la revue Philinfo, le mensuel des timbres de la Poste, on peut lire : « Lors de la vente anticipée avec oblitération Premier Jour du timbre Domaine de Sceaux: 45 000 timbres ont été vendus en deux jours. Jacques Gauthier, le graveur du timbre, a donné près de 5 000 dédicaces, le dimanche de 15h à 20h ».
Le travail de Jacques Gauthier est également reconnu par ses pairs. Dans un entretien au Monde, à la question « Quel est le plus beau timbre dont vous n’êtes pas l’auteur ? », l'artiste Jacques Jubert répond : « Le portrait de Frédéric Mistral, par Jacques Gauthier (1980). Gravé avec la lumière et l’ombre du poète provençal. Admirable de savoir et de simplicité. Un travail de lecture et d’écriture autant que de gravure ».